# Mecano (Spaanse band)
Mecano was een Spaanse band die werd opgericht in 1980. De band bestond uit Ana Torroja (zangeres) en de twee broers Nacho Cano en José-María Cano (gitaristen en componisten) en kwam uit Madrid.
De groep is genoemd naar het speelgoed Meccano en opgericht tijdens de sociaalculturele beweging movida in de jaren tachtig. In het begin maakte de groep synthipop, later in de richting van popmuziek. Grote populariteit verwierven ze ook in Latijns-Amerika, Frankrijk en Spanje.
Grote hits zijn Hijo de la Luna, Un año más, La Fuerza del Destino, Eungenio Salvador Dalí en Mujer contra mujer.
De band is ontbonden in 1998. In 2005 werd een cd/dvd uitgebracht met een singlecompilatie, niet uitgebrachte nummers en concertregistraties.
In november 2009 is de groep weer bij elkaar gekomen en werd er een nieuwe single uitgebracht.

## Discografie

### Singles
| Single met eventuele hitnotering(en) in de Nederlandse Top 40 | Datum van verschijnen | Datum van binnenkomst | Hoogste positie | Aantal weken | Opmerkingen |
| ------------------------------------------------------------- | --------------------- | --------------------- | --------------- | ------------ | ----------- |
| Hijo de la luna                                               | 25-07-1987            | 16-06-1990            | 3               | 10           |             |
| Tú                                                            |                       | 14-12-1991            | 36              | 3            |             |

### NPO Radio 2 Top 2000
| Nummer met noteringen in de NPO Radio 2 Top 2000 | '99 | '00 | '01 | '02 | '03 | '04  | '05 | '06 | '07 | '08 | '09 | '10  | '11  | '12  | '13  | '14  | '15  | '16  | '17  | '18  | '19  | '20  | '21  | '22  | '23  | '24  |
| ------------------------------------------------ | --- | --- | --- | --- | --- | ---- | --- | --- | --- | --- | --- | ---- | ---- | ---- | ---- | ---- | ---- | ---- | ---- | ---- | ---- | ---- | ---- | ---- | ---- | ---- |
| Hijo de la luna                                  | 444 | 628 | 774 | 749 | 593 | 1018 | 987 | 932 | 954 | 859 | 997 | 1111 | 1088 | 1169 | 1201 | 1399 | 1485 | 1799 | 1704 | 1751 | 1977 | 1919 | 1409 | 1201 | 1421 | 1253 |

1. ↑  Een vetgedrukt getal geeft de hoogste notering aan.